# Кревиљенте
Кревиљенте (шп. Crevillente) град је у Шпанији у аутономној заједници Валенсијанска Заједница у покрајини Аликанте. Према процени из 2017. у граду је живело 28 691 становника.

## Становништво
Према процени, у граду је 2017. живело 28 691 становника.
| 2017.  |
| ------ |
| 28.691 |

## Партнерски градови
- Фонтне ле Конт
- Фонтне ле Флери
- La Agüera